# 암흑가의 세 사람
《암흑가의 세 사람》(Le Cercle Rouge, The Red Circle)은 이탈리아에서 제작된 장 피에르 멜빌 감독의 1970년 범죄, 스릴러, 드라마 영화이다. 알랭 들롱 등이 주연으로 출연하였고 로버트 돌프먼 등이 제작에 참여하였다.

## 줄거리
코리는 암흑가에서 활동하는 조직원으로, 마르세유의 교도소에 수감돼 있다가 가석방 판정을 받았다. 풀려나기 전날 간수로부터 고급 보석점 강도를 제안받은 코리는 밖으로 나오자마자 자신의 옛 우군이었던 리코의 집에 찾아가 그의 돈을 빼앗는다. 그 돈으로 차를 구입한 코리는 곧장 파리로 향한다. 같은 시간 범죄 혐의를 받는 보젤을 압송하던 마테이 총경은 그와 함께 기차에 올라탄다. 그러나 보젤은 창문을 깨서 기차 밖으로 뛰쳐나가고, 마테이는 탈주한 보젤을 잡는데 실패한다. 보젤은 경찰을 따돌리기 위해 우연히 코리가 모는 차 트렁크에 들어가 숨고, 이렇게 보젤은 코리와 인연을 맺게 된다. 코리는 차를 몰다 그를 죽이려는 리코의 부하들과 맞닥뜨리지만 보젤은 그들을 모두 사살한다.
코리와 보젤, 그리고 마테이는 모두 파리에 도착한다. 상부로부터 보젤을 반드시 검거하라는 명령을 받은 마테이는 곧 자기의 끄나풀들을 동원하는데, 그들 중에는 보젤과 친한 카바레 사장 상티도 있다. 상티는 보젤을 검거하는데 협력하기를 거부하면서 마테이를 곤란에 빠뜨린다. 코리는 보젤에게 고급 보석점 강도를 제안하고, 보젤은 전직 경찰관이었던 명사수 장상을 일에 끼우자고 설득한다. 장상은 한때 마테이의 동료였으며 현재는 알코올 중독으로 삶이 파괴된 상태였다. 상티의 카바레에서 코리와 만난 장상은 그의 제안을 수용한다. 각자의 기술을 통해 코리와 보젤, 장상은 파리에 있는 고급 보석점을 거의 완벽하게 털면서 사회를 충격에 빠뜨린다.
강도 사건의 해결을 위해 마테이가 투입된다. 코리는 강도질로 얻은 보석들을 처분하려고 하지만 지나치게 고가여서 판매에 애를 먹는다. 여기에 리코가 각 상황마다 개입하면서 코리의 활동을 방해한다. 마테이는 상티의 아들을 이용해서 상티가 자신에게 협조하도록 만든다. 상티는 결국 마테이에게 굴복해 코리가 보석상으로 신분을 위장한 마테이가 만나도록 주선한다. 도시에서 떨어진 외딴 장소에서 검거를 위해 마테이와 경찰들이 대기한다. 마테이가 코리를 만나는 도중 보젤이 나타나 그에게 도망치라고 소리지른다. 도주하는 도중 코리와 보젤, 장상이 모두 경찰에게 사살당한다. 마테이는 모든 인간은 유죄라고 단언하는 상관과 조우한다.

## 출연

### 주연
- 알랭 들롱
- 부르빌
- 지안 마리아 볼론테
- 이브 몽땅

### 조연
- 폴 크로슈
- 폴 애놋
- 피에르 콜렛
- 안드레 에키언
- 장-피에르 포지어
- 프랑수아 페리어

## 기타
- 미술: 데오발드 모리스

## 같이 보기
- 하이스트 영화